# Cataclysme dissimilata
Cataclysme dissimilata é uma espécie de insetos lepidópteros, mais especificamente de traças, pertencente à família Geometridae.
A autoridade científica da espécie é Jules Pierre Rambur, tendo sido descrita no ano de 1833.
Trata-se de uma espécie presente no território português.